# 卡尔夫
卡尔夫（德語：Calw，發音：[ˈkalf] ⓘ）是德国巴登-符腾堡州卡尔斯鲁厄行政区卡尔夫县的城市，也是卡尔夫县的县治，面积59.88平方千米，2023年12月31日人口为24,448人。诺贝尔文学奖得主赫尔曼·黑塞出生于此。